# Vinh Quang, Tiên Lãng
Vinh Quang là một xã thuộc huyện Tiên Lãng, thành phố Hải Phòng, Việt Nam.

## Địa lý
Xã Vinh Quang nằm ở phía đông huyện Tiên Lãng, có vị trí địa lý:
- Phía đông giáp Biển Đông
- Phía tây giáp xã Đông Hưng
- Phía nam giáp Biển Đông
- Phía bắc giáp huyện Kiến Thụy và xã Hùng Thắng.

Xã Vinh Quang có diện tích 30,36 km², dân số năm 2019 là 14.049 người, mật độ dân số đạt 463 người/km².

## Lịch sử
Khi mới thành lập vào thời nhà Nguyễn, địa bàn xã Vinh Quang có tên là xã Thái Bình, sau này được đổi thành Vinh Quang.
Ngày 23 tháng 11 năm 1993, giải thể nông trường Vinh Quang và tách một phần diện tích và dân số của xã Vinh Quang để thành lập xã Tiên Hưng.
Trước khi sáp nhập, xã Vinh Quang có diện tích 19,30 km², dân số là 10.343 người, mật độ dân số đạt 536 người/km². Xã Tiên Hưng có diện tích 11,06 km², dân số là 3.706 người, mật độ dân số đạt 335 người/km².
Ngày 10 tháng 1 năm 2020, Ủy ban Thường vụ Quốc hội ban hành Nghị quyết số 872/NQ-UBTVQH14 về việc sắp xếp các đơn vị hành chính cấp xã thuộc thành phố Hải Phòng (nghị quyết có hiệu lực từ ngày 1 tháng 2 năm 2020). Theo đó, sáp nhập toàn bộ diện tích và dân số của xã Tiên Hưng trở lại xã Vinh Quang.

## Di tích
Theo thần tích Di tích lịch sử văn hoá đình Thái Bình (Đình Đông), cụ tổ họ Lương vùng này là Lương Đắc Phúc đã từ làng Lao Chữ đến làng Đông Trên vào khoảng 1848 – 1884 đời Tự Đức, cùng một số các cụ tổ các dòng họ khác ra vùng ven biển quai đê lấn biển, khẩn dân lập ấp.
Như vậy là gần như cùng thời với khi Nguyễn Công Trứ (阮公著, 1778 – 1858) chiêu mộ dân nghèo, đắp đê lấn biển, lập ấp, lập ra các huyện Kim Sơn (thuộc tỉnh Ninh Bình ngày nay), Tiền Hải (thuộc tỉnh Thái Bình ngày nay) vào những năm cuối thập niên 1820.
Khi đã ổn định dân cư, các cụ đã cùng nhau thảo đơn cho cụ tổ họ Nguyễn vào Huế xin được lập xã Thái Bình. Vua Tự Đức đã có chiếu chỉ phê chuẩn vùng đất mới khai khẩn lập thành xã Thái Bình (太平, thuộc tổng Dương Áo 陽襖) được hoạch định như sau:
Đông bể Đồ Sơn,
Bắc liên Kiến Thuỵ,
Nam vọng Lỗ Trường,
Tây giáp Lao Chữ - Lao Khê,
Ngòi thông tự thử Thông Câu
Dân phong biệt chiếm Thái Bình.
Xã Thái Bình sau này là xã Vinh Quang, huyện Tiên Lãng, thành phố Hải Phòng. Cụ tổ họ Nguyễn được nhân dân tôn là thành hoàng. Các cụ tổ họ Lương, họ Đỗ, họ Vũ được dân tôn là Tiên Khẩn, được tôn thờ ở đình Thái Bình. Đình này đã được xếp hạng Di tích lịch sử cấp thành phố.